# Яготинська волость
Яготинська волость — адміністративно-територіальна одиниця Пирятинського повіту Полтавської губернії з центром у містечку Яготин.
Станом на 1885 рік — складалася з 14 поселень, 34 сільських громад. Населення  — 10791 осіб (5349 осіб чоловічої статі та 5442 — жіночої), 1784 дворових господарств.

Старшинами волості були:
- 1900 року селянин Потап Мусійович Марченко[2];
- 1904—1915 роках козак Іван Андрійович Велічко[3],[4],[5].

## Населені пункти
Населеними пунктами волості були (1912 р.):
- Яготин, містечко
- Яготин, посад
- Безуглівка, село
- Василенки, хутір
- Величка, хутір
- Війтівці, село (нині Супоївка)
- Дворків, хутір (нині Двірківщина
- Дзюбівка, хутір
- Калитівка, хутір
- Лісняки, село (нині частина м. Яготин)
- Розумівка, хутір
- Ройківщина, хутір
- Рудка, хутір
- Самарський-Яр, хутір
- Сотниківка, село
- Томарівка, село (нині частина с. Сотниківка)
- Черкасівка, хутір